# Râul Largu, Bistra
Râul Largu este un afluent al râului Bistra Mare. 

### Harți
- Harta Munții Hășmaș  Arhivat în 26 iunie 2008, la Wayback Machine.
- Harta Munții Ceahlău  Arhivat în 28 iunie 2008, la Wayback Machine.